# Ruth Nordström (jurist)
Ruth Helga Nordström, ogift Bratterud, född 16 augusti 1976 i Norge, är en norsk-svensk advokat och författare.

## Biografi
Nordström är född och uppvuxen i Oslo men flyttade som 16-åring med sin familj till Uppsala. Hon avlade juristexamen 2002 vid Uppsala universitet med fördjupning i straffrätt, mänskliga rättigheter, humanitär rätt och asylrätt. Hon har arbetat vid Justitiedepartementet och Förvaltningsrätten i Uppsala och blev advokat 2021. Hon är grundare av och VD för advokatbyrån Skandinaviska Människorättsadvokaterna, som är specialiserad på asyl- och migrationsrätt, mänskliga rättigheter och humanjuridik som brottmål, socialrätt och familjerätt. Genom ett pro bono-program och en juristjour vid Samariterhemmet, S:ta Clara kyrka och Caritas, företräder Människorättsadvokaterna utsatta grupper i samhället.

### Barnmorskefallet
Nordström har uppmärksammats för ha företrätt barnmorskan Ellinor Grimmark i vad som kommit att kallas Barnmorskefallet, där Grimmark stämde sin hemregion Jönköping för diskriminering och kränkning av hennes rätt till samvetsfrihet och religionsfrihet enligt Europakonventionen när hon nekats anställning då hon av samvetsskäl vägrat att medverka i utförandet av aborter, administration av dagen efter-piller och insättning av kopparspiral. Arbetsdomstolen slog fast i april 2017 att arbetsgivare kunde kräva att alla barnmorskor utför alla arbetsuppgifter. Ruth Nordström, juristen Rebecca Ahlstrand och advokaterna Percy Bratt och Jörgen Olson företrädde Ellinor Grimmark i ett klagomål till Europadomstolen för mänskliga rättigheter i Strasbourg, som i mars 2020 beslutade att inte pröva klagomålet. Ansökan om resning kort därefter avvisades i oktober 2021. Grimmarks åberopande av samvetsfrihet har väckt stor uppmärksamhet i svensk riksmedia och i internationell media.

### Asylprocesser
Nordström har drivit flera så kallade konvertitärenden, där migranter som konverterat från islam till kristendom riskerar dödsstraff vid avvisning eller utvisning till hemlandet. Hon har kritiserat Migrationsverkets bedömningar av dessa fall och har beskrivit dem som rättsosäkra och i strid med mänskliga rättigheter. Nordström har tillsammans med sina kollegor vid Människorättsadvokaterna drivit ett stort antal klagomål till FN:s kommitté mot tortyr som fällt Sverige för brott mot FN:s konvention mot tortyr i fyra fall efter klagomål från Människorättsadvokaterna Nordström är en av författarna till den så kallade Konvertitutredningen som var resultatet av ett samarbete mellan fem olika kyrkosamfund och presenterades i mars 2019. En uppföljande rapport publicerades 2020, 2022 och 2024 om konvertitutredningen och dess följdverkningar
Ruth Nordström har även uppmärksammat att asylsökande sexslavar enligt Dublinförordningen kan skickas tillbaka till det land där övergreppen skett. Nordströms kritik har fått gehör och aspekten har därefter kommit att vägas in i humanitära skäl i asylprocessen  och lett till att Migrationsverket har beviljat asyl för traffickingoffer.
Värderingsguide
Nordström och Människorättsadvokaterna har varit initiativtagare till Värderingsguiden, en praktisk guide för att hjälp organisationer, företag, kyrkor, myndigheter och ideell sektor till att tydliggöra, leda och arbeta utifrån värderingar och mänskliga rättigheter 
Nordström har varit medarrangör till flera uppmärksammade seminarier på temat om värderingar och hur vi motverkar kränkningar och hatbrott och skapar ett tryggare samhälle, i samarbete med bland annat Uppsala Universitet, Svenska Kyrkan och Samariterhemmet Diakoni och med aktörer från Kriminalvården, Åklagarmyndigheten, Polismyndigheten och ideell sektor. 

### Bokutgivning
I boken Till de utsattas försvar: om min match i den svenska åsiktskorridoren, utgiven 2021, berättar Nordström om barnmorskefallet men också om sin kamp för kvinnors rättigheter, vänskapen med Elise Lindqvist samt arbetet för hemlösa, papperslösa och offer för trafficking.
År 2022 utkom Mod att resa sig: en berättelse om utsatthet, kamp och styrka. Där beskrivs flera av de kvinnor som Nordström och volontären Elise Lindqvist mött i verksamheten bland utsatta i S:ta Clara kyrka i Stockholm. Boken tar upp sexköpslagen, svårigheter att lämna en destruktiv relation samt den utsatta situationen för dem som kommit till Sverige som sexslavar.
År 2024 utkom boken Själens längtan efter Gud - en bönbok för vardagen, som är skriven av Mattias och Ruth Nordström, en bön- och andaktsbok som berör teman som ensamhet, hopp, sorg och saknad, frid och att lyssna i tystnaden.

### Familj
Ruth Nordström är sedan 1997 gift med Mattias Nordström (född 1973) och har tre barn med honom. Mattias Nordström tjänstgjorde 2019–2022 som präst i S:ta Clara kyrka, där även Ruth Nordström återkommande medverkar med juristjour för socialt utsatta. Från och med januari 2023 arbetade hennes man Mattias Nordström som präst och områdeschef för social verksamhet vid Samariterhemmet i Uppsala och från juni 2023 är han verksam som direktor vid Samariterhemmets diakonala stiftelse

## Utmärkelser
- 2014 – Upsala Nya Tidnings utmärkelse "Läsarnas Upplänning 2014"[46]
- 2014 – Tidningen Dagens utmärkelse "Årets förebild" 2014[47][48]
- 2020 – Frälsningsarmens utmärkelse "Dagens förebild"[49]
- 2022 – Elise Lindqvist-priset[50]
- 2023 - Elis Wallberg stipendium

### Rapporter
- 2017 - Ruth Nordström, Scandinavian Human Rights Lawyers, Studierapport FLYKTINGINTEGRATION I RUMÄNIEN, BELGIEN, TYSKLAND, SPANIEN OCH SVERIGE[52]
- 2018 – Ruth Nordström och Rebecca Ahlstrand, Scandinavian Human Rights Lawyers och Per Ewert, Claphaminstitutet. Religionsförbud i skolan?. Människorättsadvokaterna. https://manniskorattsadvokaterna.se/wp-content/uploads/2021/12/Clap-Rapport3-2018.pdf
- 2019 – Maria Gustin Bergström, Ulrik Josefsson, Maria Lindqvist, Ruth Nordström, Rebecca Ahlstrand, Jakob Svensson (2019-03-18). Konvertitutredningen - Rapport om Migrationsverkets hantering av konvertiters asylprocess. Utgiven som resultat av ett samarbete mellan Pingst – fria församlingar i samverkan, Equmeniakyrkan, Evangeliska frikyrkan, Svenska Alliansmissionen samt Sjundedags Adventistsamfundet. https://manniskorattsadvokaterna.se/wp-content/uploads/2021/12/konvertitutredningen.pdf
- 2021 – Ruth Nordström, Rebecca Ahlstrand, Oskar Frödin, Matilda Frimodig, Maria Gustin Bergström och Christian Mölk. Victoria Runegrund. red. Konvertitutredningen och dess följdverkningar, "Konvertitutredningen 2.0". Scandinavian Human Rights Lawyers och #rättilltro. https://manniskorattsadvokaterna.se/wp-content/uploads/2021/12/Konvertitutredningen-2.0.pdf
- 2021 - Maria Grahn Farley, Ruth Nordström, Rebecca Ahlstrand, Matilda Frimodig, Oskar Frödin, Victoria Helgoson, Lovisa Axelsson, Redaktör, Victoria Runegrund. Människohandelsrapporten - ett barnrättsperspektiv[53]
- 2022 - Ruth Nordström, Rebecca Ahlstrand, Lovisa Axelsson, Jessica Malmström, Maria Skoghäll, Priscila Dos Santos, Linnea Björk. Tvångsomhändertaganden av barn - ett barnrättsperspektiv[54]
- 2024 Konvertitutredningen 3.0 Sverige fälls i FN:s kommitté mot tortyr fyra gånger[20]